# Angochi
Angochi är ett samhälle i Aruba (Kungariket Nederländerna). Det ligger i den centrala delen av landet, 8 kilometer öster om huvudstaden Oranjestad. 